# Nieuwe Karnemelkpolder
De Nieuwe Karnemelkpolder is een polder ten westen van Koewacht, die behoort tot de Sint Jansteen-, Wildelanden- en Ferdinanduspolders, in de Nederlandse provincie Zeeland. 
De hooggelegen polder werd in 1698 omdijkt. Ze meet 323 ha. Binnen de polder ligt een loofbos, terwijl de zuidrand van de polder, die samenvalt met de Belgisch-Nederlandse grens, wordt ingenomen door het kreekrestant Pereboomsgat.